# Jedā Qeshlāq
Jedā Qeshlāq (persiska: قِشلاقِ جِدا, جدا قشلاق, Qeshlāq-e Jedā) är en ort i Iran.   Den ligger i provinsen Ardabil, i den nordvästra delen av landet, 500 km nordväst om huvudstaden Teheran. Jedā Qeshlāq ligger 738 meter över havet och antalet invånare är 142.
Terrängen runt Jedā Qeshlāq är lite kuperad, och sluttar västerut. Runt Jedā Qeshlāq är det ganska tätbefolkat, med 58 invånare per kvadratkilometer. Närmaste större samhälle är Kūrāmālū, 3,6 km söder om Jedā Qeshlāq. Trakten runt Jedā Qeshlāq består till största delen av jordbruksmark.